# Chodel (gemeente)
De gemeente Chodel is een landgemeente in het Poolse woiwodschap Lublin, in powiat Opolski (Lublin).
De zetel van de gemeente is in Chodel.
Op 30 juni 2004 telde de gemeente 6782 inwoners.

## Oppervlakte gegevens
In 2002 bedroeg de totale oppervlakte van gemeente Chodel 108,21 km², waarvan:
- agrarisch gebied: 80%
- bossen: 15%

De gemeente beslaat 13,46% van de totale oppervlakte van de powiat.

## Demografie
Stand op 30 juni 2004:
| Omschrijving                   | Totaal | Totaal | Vrouwen | Vrouwen | Mannen | Mannen |
| ------------------------------ | ------ | ------ | ------- | ------- | ------ | ------ |
| eenheid                        | aantal | %      | aantal  | %       | aantal | %      |
| inwoners                       | 6782   | 100    | 3374    | 49,7    | 3408   | 50,3   |
| bevolkingsdichtheid (inw./km²) | 62,7   | 62,7   | 31,2    | 31,2    | 31,5   | 31,5   |

In 2002 bedroeg het gemiddelde inkomen per inwoner 1314,41 zł.

## Plaatsen
Adelina, Antonówka, Borów, Borów-Kolonia, Budzyń, Godów, Granice, Grądy, Huta Borowska, Jeżów, Kawęczyn, Książ, Lipiny, Majdan Borowski, Osiny, Przytyki, Radlin, Ratoszyn Drugi, Ratoszyn Pierwszy, Siewalka, Stasin, Świdno, Trzciniec, Zastawki, Zosinek.

## Aangrenzende gemeenten
Bełżyce, Borzechów, Opole Lubelskie, Poniatowa, Urzędów
- Virtual International Authority File: 302846053